# Бєлоусово (Томський район)
Білоу́сово (рос. Белоусово) — присілок у складі Томського району Томської області, Росія. Входить до складу Богашовського сільського поселення.

## Населення
Населення — 364 особи (2010; 326 у 2002).
Національний склад (станом на 2002 рік):
- росіяни — 82 %